# August Meuleman
Gaston August „Gus“ Meuleman (* 20. Oktober 1906 in Gent; † 12. Februar 2000 in Soumagne) war ein belgischer Radrennfahrer und Schrittmacher.
August Meuleman war Profi-Rennfahrer von 1929 bis 1950. Zu Beginn fuhr er Straßenrennen, wo er kleinere Erfolge erzielen konnte. Er startete bei den Olympischen Spielen 1928 in Amsterdam in der Mannschaftsverfolgung; der belgische Bahnvierer belegte Platz fünf. Ab Mitte der 1930er Jahre konzentrierte sich Meuleman zunehmend auf Steherrennen. In dieser Disziplin wurde er zwischen 1937 und 1950 dreimal Belgischer Meister und fünfmal Vize-Meister. 1938 nahm er erstmals an Bahn-Weltmeisterschaften teil, geriet aber drei Runden vor Schluss in einen Unfall mit zwei weiteren Fahrern und musste noch vor Ort ärztlich behandelt werden.
Bei den UCI-Bahn-Weltmeisterschaften 1948 belegte Meuleman Platz drei bei den Profi-Stehern, ebenso bei den Europameisterschaften im Steherrennen. Im November 1950 bestritt er sein letztes Rennen auf der Winterbahn von Gent und wurde dort als Radrennfahrer vom Radsport verabschiedet.
Nach Ende seiner Laufbahn als Radrennfahrer wurde Gus Meuleman ein gefragter Schrittmacher. Bei den UCI-Bahn-Weltmeisterschaften 1959, 1960, 1964 sowie 1965 führte er den Spanier Guillermo Timoner zu vier seiner insgesamt sechs Weltmeistertitel der Profis, 1961 den Dortmunder Karl-Heinz Marsell. 1964 wurde er bei den Amateuren gemeinsam mit dem Niederländer Jacob Oudkerk Weltmeister der Amateure, 1962 und 1963 mit seinem Landsmann Romain De Loof sowie 1968 mit dem Italiener Giuseppe Grassi. 1967 wurde der Italiener Domenico De Lillo hinter Meuleman Dritter der Profi-WM.